# Allophyes occulta
Allophyes occulta là một loài bướm đêm trong họ Noctuidae.